# Hakeem Araba
Hakeem Ayodeji Ayodele Craig Araba, född 12 februari 1990 i Waltham Forest, är en engelsk-nigeriansk före detta fotbollsspelare.

## Karriär
I september 2020 värvades Araba av Qviding FIF. Efter säsongen 2021 lämnade han klubben.